# Rudești
Rudești – wieś w Rumunii, w okręgu Suczawa, w gminie Grămești. W 2011 roku liczyła 137 mieszkańców. 